# Botilda
Botilda är en latinsk form av det fornnordiska kvinnonamnet Bothild, ursprungligen Bothildr som är sammansatt av orden bot, hjälp och hildr som betyder strid. Namnet har funnits i Sverige sedan slutet av 1600-talet. Andra varianter av namnet är Bodil och Boel.
Den 31 december 2014 fanns det totalt 165 kvinnor folkbokförda i Sverige med namnet Botilda, varav 12 bar det som tilltalsnamn.
Namnsdag: saknas (1901-1992: 26 januari)